# São Cristóvão
För andra betydelser, se São Cristóvão (olika betydelser).
São Cristóvão är en stad och kommun i delstaten Sergipe i östra Brasilien. Den är en förortskommun till Aracaju och har cirka 85 000 invånare.

## Historia
Staden grundades av portugiserna som ett av de första kolonisationsförsöken i Sergipe, vilket gör staden till Brasiliens fjärde äldsta. Stadsutvecklingen skedde efter portugisisk urban modell, vilken innebar att den delades upp i två delar: en övre del, som fungerade som administrativt centrum, och en lägre del där hamnen och fabrikerna var placerade, och där låginkomsttagarna bodde. Staden var delstatshuvudstad fram till 1855, då delstatspresidenten Inácio Joaquim Barbosa flyttade den till Aracaju.
1967 utsågs staden till ett nationalmonument för att bibehålla dess koloniala arkitektur. Bland de skyddade byggnaderna finns en kyrka från 1693, sjukhuset från 1600-talet, ett kapell från 1751, en kyrka från 1766 och flera andra viktiga kyrkor från 1700-talet.

## Världsarvet
2010 fick São Franciscotorget i São Cristóvão status som världsarv.

## Ekonomi
Staden är en hamnstad och huvudsakliga industrier är sockermalning och -destillering.